# Coldham (Cambridgeshire)
Pour les articles homonymes, voir Coldham.
Coldham est un hameau du Cambridgeshire, en Angleterre.